# Lijst van rijksmonumenten in Wijchen (gemeente)
De gemeente Wijchen telt 98 inschrijvingen in het rijksmonumentenregister. Hieronder een overzicht. 

## Alverna
De plaats Alverna telt 8 inschrijvingen in het rijksmonumentenregister. Zie Lijst van rijksmonumenten in Alverna voor een overzicht.

## Balgoij
De plaats Balgoij telt 3 inschrijvingen in het rijksmonumentenregister.
| Object                                                          | Oorspronkelijke functie? | Bouwjaar               | Architect | Locatie             | Coördinaten?                 | Nr.?  | Afbeelding                                                    |
| --------------------------------------------------------------- | ------------------------ | ---------------------- | --------- | ------------------- | ---------------------------- | ----- | ------------------------------------------------------------- |
| Boerderij. Woonhuis en stal vormen een T-vormige plattegrond.   | Boerderij                | midden van de 19e eeuw |           | Torenstraat 12, 12A | 51° 47' 4" NB, 5° 43' 9" OL  | 32122 | Boerderij. Woonhuis en stal vormen een T-vormige plattegrond. |
| Toren van de voormalige dorpskerk en het kerkhof rond de toren. | Kerk en kerkonderdeel    | vermoedelijk 15e eeuw  |           | Torenstraat ?       | 51° 47' 5" NB, 5° 43' 15" OL | 32132 | Meer afbeeldingen                                             |
| Hoeve op T-vormige plattegrond.                                 | Boerderij                | begin 19e eeuw         |           | Boomsestraat 13     | 51° 46' 44" NB, 5° 43' 8" OL | 32133 | Meer afbeeldingen                                             |

## Batenburg
De plaats Batenburg telt 24 inschrijvingen in het rijksmonumentenregister. Zie Lijst van rijksmonumenten in Batenburg voor een overzicht.

## Bergharen
De plaats Bergharen telt 13 inschrijvingen in het rijksmonumentenregister. Zie Lijst van rijksmonumenten in Bergharen voor een overzicht.

## Hernen
De plaats Hernen telt 11 inschrijvingen in het rijksmonumentenregister. Zie Lijst van rijksmonumenten in Hernen voor een overzicht.

## Leur
De plaats Leur telt 25 inschrijvingen in het rijksmonumentenregister. Zie Lijst van rijksmonumenten in Leur voor een overzicht.

## Niftrik
De plaats Niftrik telt 4 inschrijvingen in het rijksmonumentenregister.
| Object                | Oorspronkelijke functie? | Bouwjaar                  | Architect | Locatie            | Coördinaten?                  | Nr.?   | Afbeelding            |
| --------------------- | ------------------------ | ------------------------- | --------- | ------------------ | ----------------------------- | ------ | --------------------- |
| Sint-Damianuskerk     | Kerk en kerkonderdeel    | 1940 (herbouwd)           |           | Kerkstraat 11      | 51° 47' 46" NB, 5° 40' 9" OL  | 39640  | Meer afbeeldingen     |
| Gemaal Van Citters II | Gemaal                   | 1926                      |           | Maasbandijk 2      | 51° 47' 54" NB, 5° 39' 43" OL | 523604 | Gemaal Van Citters II |
| Gemaal Van Citters I  | Gemaal                   | 1926                      |           | Maasbandijk 100    | 51° 48' 39" NB, 5° 39' 37" OL | 523605 | Gemaal Van Citters I  |
| Edithbrug, spoorbrug  | Brug                     | 1937-1939, reparatie 1948 | J. Langer | Maasbandijk bij 66 | 51° 48' 6" NB, 5° 39' 22" OL  | 523606 | Edithbrug, spoorbrug  |

## Wijchen
De plaats Wijchen telt 13 inschrijvingen in het rijksmonumentenregister. Zie Lijst van rijksmonumenten in Wijchen (plaats) voor een overzicht.
Aalten ·
Apeldoorn ·
Arnhem ·
Barneveld ·
Berg en Dal ·
Berkelland ·
Beuningen ·
Bronckhorst ·
Brummen ·
Buren ·
Culemborg ·
Doesburg ·
Doetinchem ·
Druten ·
Duiven ·
Ede ·
Elburg ·
Epe ·
Ermelo ·
Harderwijk ·
Hattem ·
Heerde ·
Heumen ·
Lingewaard ·
Lochem ·
Maasdriel ·
Montferland ·
Neder-Betuwe ·
Nijkerk ·
Nijmegen ·
Nunspeet ·
Oldebroek ·
Oost Gelre ·
Oude IJsselstreek ·
Overbetuwe ·
Putten ·
Renkum ·
Rheden ·
Rozendaal ·
Scherpenzeel ·
Tiel ·
Voorst ·
Wageningen ·
West Betuwe ·
West Maas en Waal ·
Westervoort ·
Wijchen ·
Winterswijk ·
Zaltbommel ·
Zevenaar ·
Zutphen